# بنیاد دعبل خزاعی
بنیاد دِعبِل خُزاعی:بنياد علمی، فرهنگی و آموزشی دعبل، نهادی حمايتی، خدماتی و غيرانتفاعی است که به دستور سيد علی خامنه‌ای مبنی بر حمایت مادی و معنوی از جامعۀ ستایشگران و ذاکران اهل‌البیت تأسیس ‌شده است.

## چگونگی تاسیس
۱- در سال ۱۳۸۱، نامه‌ ای با امضای مداحان سرشناس به سید علی خامنه‌ای داده شد. در این نامه از سید علی خامنه‌ای درخواست شد نسبت به بیمۀ ستایشگران اهل بیت دستور مقتضی صادر کند.
۲- در سال ۱۳۸۳، طرحی مبنی بر اتخاذ شیوه ها و روشهای حمایتی از ذاکران، ستایشگران و شاعران اهل‌البیت علیهم‌السلام در قالب تاسیس «بنیاد علمی - فرهنگی دعبل»، همراه با درخواست مالی برای راه اندازی این بنیاد، به سید علی خامنه‌ای رسید.
۳- در سال ۱۳۸۴، نامه ای حاوی اسامی تعدادی از مداحان بیمار و ازکارافتاده مبنی بر تقاضای رسیدگی به مشکلات آنان به سید علی خامنه‌ای داده شد.
۴- سید علی خامنه‌ای درباره این نامه گفتند: «لازم است افراد نیازمند و ازکارافتاده این مجموعه محترم بیمه شوند.»
۵- بنياد علمی، فرهنگی و آموزشی دعبل خزاعی در تاریخ سوم مرداد سال ۱۳۸۴ تأسیس شد.

## اهداف و خط مشی
این مؤسسه بر سازماندهی، آموزش و خدمات رفاهی و تأمین اجتماعی مداحان و فعالان هیئت‌های مذهبی شیعه و تبلیغات در زمینهٔ گسترش فرهنگ عزاداری و مداحی تمرکز دارد.
در اهداف مندرج در اساسنامه این بنیاد آمده است:
- شناسایی ستایشگران، شعرا و ذاکران اهل‌بیت
- انجام خدمات تأمین اجتماعی
- تأسیس «نشریه دعبل»، راه‌اندازی[۲]
- سامان‌دهی و انتشار (مکتوب و چندرسانه‌ای) در حوزهٔ اهداف عالیهٔ بنیاد[۳]
- ماهنامه دعبل و وب‌سایتِ بنیاد، رسانه‌های این مؤسسه غیرانتفاعی به‌شمار می‌روند. بیمه‌های خدمات درمانی و تأمین اجتماعی مداحان از وظایف اساسی بنیاد دعبل است.
- برگزاری جایزه کتاب سال عاشورا از جمله برنامه‌های بنیاد دعبل خزاعی است.
- اولین دوره جایزه دعبل - کتاب سال عاشورا هفتم مهر ماه ۱۳۹۴ در مجموعه فرهنگی سرچشمه برگزار شد. در این دوره از برگزیدگان ۱۸ رشته تقدیر شد.[۴]
- دومین دوره جایزه دعبل - کتاب سال عاشورا چهاردهم شهریور ماه ۱۳۹۶ در مجموعه فرهنگی سرچشمه برگزار شد. در این دوره از برگزیدگان ۲۰ رشته تقدیر شد.[۵]
- سومین دوره جایزه دعبل - کتاب سال عاشورا بیست و هفتم شهریور ماه ۱۳۹۸ در سالن فردوسی خانه اندیشمندان علوم انسانی برگزار شد. در این دوره از برگزیدگان ۱۷ رشته تقدیر شد.[۶]
- برگزاری سلسله نشست‌های نقد کتاب‌های عاشورایی از دیگر برنامه‌های بنیاد دعبل است. محمدرضا سنگری و محمد اسفندیاری منتقدان ثابت این جلسات هستند.[۷][۸][۹][۱۰]

### مدیر عامل و هیئت مدیره بنیاد دعبل
نخستین مدیر عامل بنیاد دعبل خزاعی مسعود جاور بود که با حکم سید مهدی خاموشی، رئیس وقت سازمان تبلیغات اسلامی به عنوان عضو هیئت مؤسس و هیئت مدیره و مدیر عامل در سال ۱۳۸۴ منصوب شد. وی مقدمات و تمهیدات اولیه، تهیه و تنظیم اساسنامه، تهیه ساختار و بافتار سازمانی، طراحی و تهیه بانک اطلاعات جامع بنیاد تا استقرار سازمانی و ثبت رسمی بنیاد را با سرانجام رسانید  و به مدت ۴ سال این مسئولیت را بر عهده داشت.
در سال ۱۳۹۹ با حکم محمد قمی، سعید غضنفری به عنوان مدیر عامل و عضو هیئت مدیره بنیاد دعبل منصوب شد.در سال ۱۴۰۰ حمید بهرامی با حکم محمد قمی به عنوان مدیر عامل منصوب شد و در سال ۱۴۰۴ مهدی خداجویان  به عنوان مدیر عامل منصوب شده است.
محسن طاهری، حسین لولاچیان، محمدحسین طبرستانی‌راد، داود صالحی، مهدی کشاورز و حمید بهرامی اعضاء هیئت مدیره بنیاد دعبل هستند.